# Idania del Río
Idania del Río   (l'Havana, 1981) és una dissenyadora i artista gràfica cubana amb seu a l'Havana. Va assistir a l'Institut Superior de Disseny Industrial de l'Havana i es va llicenciar en Disseny Gràfic i Comunicació Visual l'any 2004. Els seus dissenys i cartells s'han presentat a exposicions cubanes i internacionals, com ara l'exposició de cartells de Seattle-Havana 2007-2008 del dissenyador Daniel Ryan Smith i les exposicions Ghost Posters 2009 del comissari cubà Agapito Martínez i 2011 Últimas Escenas.
Del Río va obrir Clandestina, la primera botiga de disseny cubà de gestió independent, a l'Havana Vella amb una sòcia espanyola, Leire Fernández, el febrer de 2015. Va formar part d'un grup d'empresaris cubans que es va reunir amb el president dels Estats Units, Barack Obama, durant la seva visita a l'Havana l'abril de 2016. Del Rio i Clandestina van ser documentats al documental "StartUp Cuba Episode 6: Clandestina - Primera marca de moda independent de Cuba".
El desembre de 2024, Idania del Río va ser inclosa a la llista de les 100 dones de la BBC, que recull les dones més inspiradores de l'any.